# Distretto di Chmil'nyk
Il distretto di Chmil'nyk (in ucraino Хмільницький район?) è un distretto nell'oblast' di Vinnycja in Ucraina. Il suo centro amministrativo è la città di Chmil'nyk. Ha una popolazione di 180 732 abitanti.

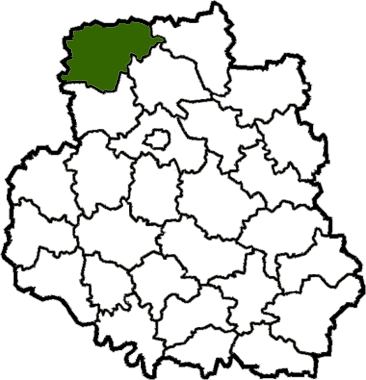
Territorio del distretto prima della riforma amministrativa del 2020

Il 18 luglio 2020, come parte della riforma amministrativa dell'Ucraina, il numero di distretti dell'oblast di Vinnycja è stato ridotto a sei e l'area del distretto di Chmil'nyk è stata notevolmente ampliata.